# Roko Mišetić (demograf)
Roko Mišetić, hrvatski demograf, profesor i pročelnik Odjela za sociologiju na Hrvatskom katoličkom sveučilištu.

## Vanjske poveznice
- Popis radova  Arhivirana inačica izvorne stranice od 19. srpnja 2020. (Wayback Machine) na Hrčku
- Popis radova na CROSBI-ju